# Чоли
Чоли (чоль, на языке кекчи — «чужой, дикий») — индейский народ группы майя, самоназвание — виникоб («люди»). Живут в Мексике, в штате Чьяпас и в пограничных районах штата Табаско. Численность — 100 тыс. чел. Близки чонталям и чорт’и. Язык — чоль, западной ветви семьи майя. Диалекты: тумбала, тила, пентальсинго. Верующие — католики, сохраняют дохристианские верования.

## История
Чоли участвовали в создании городов-государств классического периода культуры майя. Однако, по
другой версии, они расселились на Юкатане уже после падения классической цивилизации, и даже участвовали в её разгроме. До испанского завоевания жили в бассейнах рр. Усумасинта до озера Исабаль. Переселены на север Чьяпаса в 16 в. Были фактически независимы до 1860 г., когда системой насильственных контрактов, отмененной в 1915 г., были превращены в рабов.

## Традиционное хозяйство и быт
Основные занятия — ручное подсечно-огневое земледелие, и после колонизации — пашенное земледелие, охота, рыболовство, пчеловодство. Основные культуры — маис, фасоль, тыква, овощи, на заливных землях — рис, кофе, сахарный тростник, картофель. Нехватка земель заставляет чолей переселяться или арендовать землю у соседних племен. Многие работают по найму на кофейных плантациях.
Традиционные ремесла — гончарство, плетение, ткачество.
Поселения — поселки с квартальной или нерегулярной застройкой, деревни кучевого плана. Жилище —однокамерная хижина из тростника с высокой двускатной крышей из пальмовых листьев.
Традиционная одежда — короткие широкие белые штаны у мужчин, широкая рубаха, плетеные шляпы, сумки, сандалии. У женщин — длинная запашная юбка, иногда сшитая, яркий тканый пояс, вышитая туникообразная блуза с коротким рукавом, накидка ребосо.

## Социальная организация
Большинство чолей объединены в общины с советом старейшин во главе. Семья — малая, реже большая. Брак патрилокальный, распространена отработка за невесту. Счёт родства патрилинейный.

## Духовная культура и верования
Чоли имеют фольклор и мифологию. Сохраняют культ гор, пещер, зооморфных двойников, личных духов-покровителей, анимизм и практикуют колдовство. Сохраняют древние аграрные и погребальные обряды. Детей хоронят под полом жилищ. Существует храм т. н. Черного Христа(древнего бога-громовика). В Тиле находится центр паломничества народов майя.